# 王小帥
王 小帥 （ワン・シャオシュアイ、英：Wang Xiaoshuai, 1966年5月22日 - ） は、中国の映画監督、脚本家、俳優。中国映画界の「第六世代」の映画監督の一人である。

## 来歴
1966年5月22日、上海で生まれた。1989年に北京電影学院の監督学部を卒業すると、1993年に長編『冬春的日子』を自主製作し、映画監督としてデビュー。同作はテッサロニキ国際映画祭でゴールデン・アレクサンダー賞を受賞し、2000年にはBBCの「21世紀に残したい映画100本」に中国映画として唯一選出された。翌1994年には2作目の『极度寒冷』を製作したが、1997年まで公開されなかった。その後、4年間は映画製作から離れ、1998年に『ルアンの歌』で復帰した。
2001年、ヴィットリオ・デ・シーカの『自転車泥棒』（1948年）から影響を受けた『北京の自転車』を発表。第51回ベルリン国際映画祭で審査員グランプリを受賞した。2003年の『二弟』は第56回カンヌ国際映画祭のある視点部門に出品された。2005年の『青红』は第58回カンヌ国際映画祭で審査員賞を受賞した。2007年の『我らが愛にゆれる時』は第58回ベルリン国際映画祭で脚本賞を受賞した。
2010年、フランス文化省から芸術文化勲章シュヴァリエ章が授与された。2014年の『闯入者』は第71回ヴェネツィア国際映画祭のコンペティション部門に出品された。

## 監督作品
- 冬春的日子 （1993年）
- 极度寒冷 （1994年製作、1997年公開）
- ルアンの歌 扁担·姑娘 （1998年）
- 梦幻田园 （1999年）
- 北京の自転車 十七岁的单车 （2001年）
- 二弟 （2003年）
- シャンハイ・ドリームズ 青红 （2005年）
- 我らが愛にゆれる時 左右 （2007年）
- 重慶ブルース 日照重庆 （2010年）
- 我11 （2011年）
- 闯入者 （2014年）
- 在りし日の歌 地久天長 （2019年）
- ホテル 旅馆 （2022年）

## その他の作品
- 象は静かに座っている 大象席地而坐 （2018年） - 製作総指揮